# وارلام شالاموف
وارلام تیخونوویچ شالاموف (روسی: Варла́м Ти́хонович Шала́мов ; ۱۸ ژوئن ۱۹۰۷ -  ۱۷ ژانویه ۱۹۸۲ (۷۴ سال))، نویسنده، روزنامه‌نگار، شاعر و یکی از بازمانده گولاگ اهل امپراتوری روسیه بود.
او تا حدی به دلیل حمایتش از لئون تروتسکی و تمجید از ایوان بونین نویسنده، زمان زیادی از ۱۹۳۷ تا ۱۹۵۱ را در اردوگاه‌های کار اجباری در منطقه کولیما در قطب شمال گذراند. در سال ۱۹۴۶، نزدیک به مرگ، در حالی که هنوز زندانی بود، دستیار پزشکی شد. او تا پایان دوران محکومیت در این سمت باقی ماند و پس از آزادی از زندان هم دو سال دیگر تا سال ۱۹۵۳ که آزاد شد همچنان به این شغل مشغول بود.

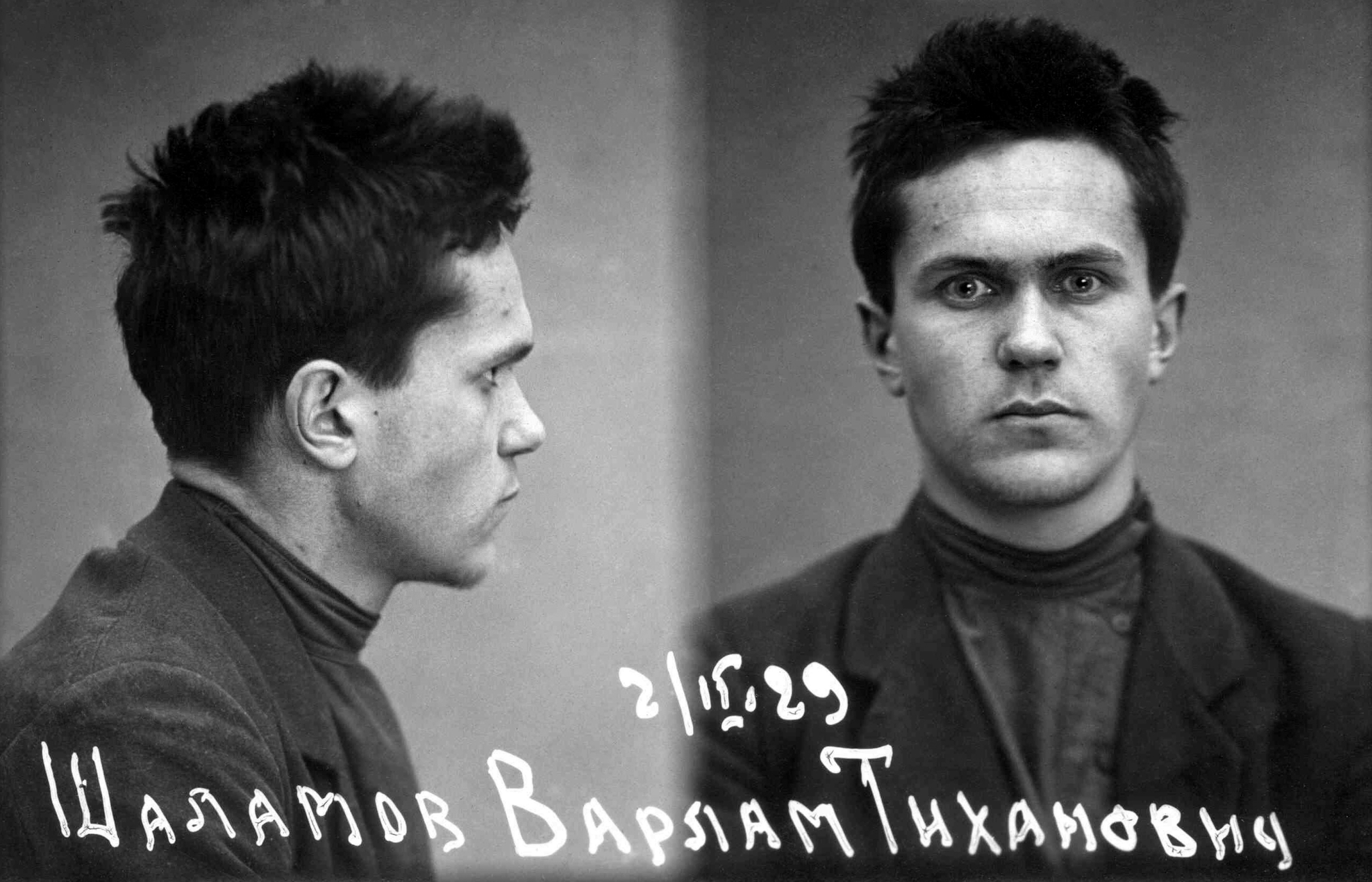
عکس اتحاد جماهیر شوروی از وارلام شالاموف، ۱۹۲۹

از سال ۱۹۵۴ تا ۱۹۷۸، او مجموعه‌ای از داستان‌های کوتاه دربارهٔ تجربیات خود در اردوگاه‌های کار اجباری را نوشت که در شش جلد جمع‌آوری و منتشر شد. این آثار در مجموع به عنوان داستان‌های کولیما (Kolyma Tales) شناخته می‌شوند. این کتاب‌ها ابتدا در غرب و با ترجمه انگلیسی از دهه ۱۹۶۰ منتشر شدند. آنها در نهایت به زبان اصلی روسی نیز منتشر شدند، اما تنها در سال ۱۹۸۷ در اتحاد جماهیر شوروی در دوران پس از گلاسنوست به‌طور رسمی در دسترس قرار گرفتند. داستان‌های کولیما شاهکار شالاموف و «وقایع نگاری قطعی» زندگی در اردوگاه‌های کار اجباری محسوب می‌شوند.